# Уоррен (округ, Иллинойс)
Уо́ррен (англ. Warren County) — округ в США, штате Иллинойс. Официально образован в 1825 году. По состоянию на 2010 год, численность населения составляла 17 707 человек. Получил своё название в честь американского государственного деятеля Джозефа Уоррена.

## География
По данным Бюро переписи США, общая площадь округа равняется 1406 км², из которых 1405 км² — суша, и 2 км², или 0,12 % — это водоёмы.

### Соседние округа
- Мерсер (Иллинойс) — север
- Нокс (Иллинойс) — восток
- Фултон (Иллинойс) — юго-восток
- Мак-Доно (Иллинойс) — юг
- Хендерсон (Иллинойс) — запад

## Демография
По данным переписи населения 2000 года в округе проживает 18 735 жителей в составе 7166 домашних хозяйств и 4966 семей. Плотность населения составляет 13 человек на км². На территории округа насчитывается 7787 жилых строений, при плотности застройки 6 строений на км². Расовый состав населения: белые — 95,60 %, афроамериканцы — 1,59 %, коренные американцы (индейцы) — 0,18 %, азиаты — 0,34 %, гавайцы — 0,10 %, представители других рас — 1,10 %, представители двух или более рас — 1,10 %. Испаноязычные составляли 2,71 % населения независимо от расы.
В составе 29,80 % из общего числа домашних хозяйств проживают дети в возрасте до 18 лет, 56,50 % домашних хозяйств представляют собой супружеские пары, проживающие вместе, 8,80 % домашних хозяйств представляют собой одиноких женщин без супруга, 30,70 % домашних хозяйств не имеют отношения к семьям, 26,70 % домашних хозяйств состоят из одного человека, 12,70 % домашних хозяйств состоят из престарелых (65 лет и старше), проживающих в одиночестве. Средний размер домашнего хозяйства составляет 2,44 человека, и средний размер семьи — 2,94 человека.
Возрастной состав округа: 23,20 % — моложе 18 лет, 12,40 % — от 18 до 24, 24,50 % — от 25 до 44, 23,60 % — от 45 до 64, и 16,30 % — от 65 и старше. Средний возраст жителя округа — 38 лет. На каждые 100 женщин приходится 93,80 мужчин. На каждые 100 женщин старше 18 лет приходится 91,10 мужчин.
Средний доход на домохозяйство в округе составлял 36 224 USD, на семью — 42 437 USD. Среднестатистический заработок мужчины был 30 365 USD против 20 453 USD для женщины. Доход на душу населения составлял 16 946 USD. Около 6,80 % семей и 9,20 % общего населения находились ниже черты бедности, в том числе — 11,50 % молодежи (тех, кому ещё не исполнилось 18 лет) и 7,00 % тех, кому было уже больше 65 лет.